# Тур Василь Захарович
Василь Захарович Тур (21 серпня 1919, село Вільшанка, тепер Лубенського району Полтавської області — 13 липня 1986, місто Татарбунари Татарбунарського району Одеської області) — український радянський діяч, голова колгоспу імені Татарбунарського повстання Татарбунарського району Одеської області, Герой Соціалістичної Праці (22.03.1966). Депутат Верховної Ради УРСР 9—11-го скликань. Член Центральної Ревізійної Комісії КПРС у 1976—1981 р.

## Біографія

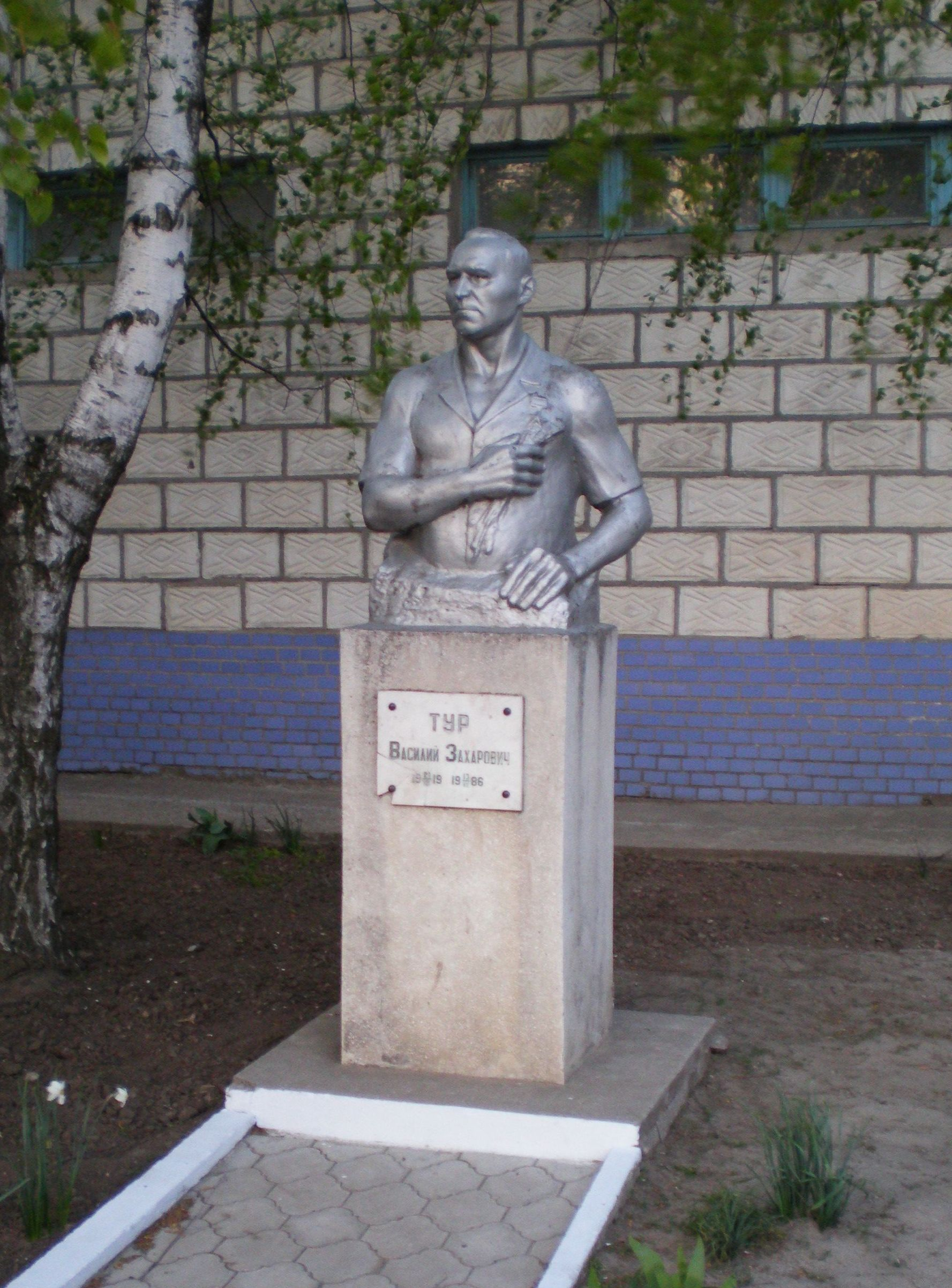
Бюст Тура в м. Татарбунари

Народився в бідній селянській родині. У 1937—1941 роках — студент Херсонського сільськогосподарського інституту. У березні — серпні 1941 року — дільничний агроном-практикант Ново-Збур'ївської машинно-тракторної станції (МТС) Голопристанського району Миколаївської області.
У серпні — жовтні 1941 року служив у Червоній армії.
Закінчив у січні 1942 року Харківський сільськогосподарський інститут у місті Ката-Курган Узбецької РСР.
У 1942 — січні 1943 року — знову служив у Червоній армії (курсантом піхотного училища і старшиною роти), учасник німецько-радянської війни. У січні 1943 року важко поранений під Сталінградом, лікувався у госпіталі Саратова.
У 1943—1944 роках — завідувач агровиробничої дільниці Мірзачульського району Ташкентської області Узбецької РСР.
У червні 1944—1949 роках — головний агроном Лиманського районного відділу сільського господарства Ізмаїльської області.
Член ВКП(б) з 1948 року.
У 1949—1952 роках — завідувач Лиманського районного відділу сільського господарства Ізмаїльської області.
У 1952—1954 роках — голова виконавчого комітету Татарбунарської районної ради депутатів трудящих Ізмаїльської області.
У 1954—1955 роках — 1-й секретар Кілійського районного комітету КПУ Одеської області.
У липні 1955 — липні 1986 року — голова колгоспу імені Татарбунарського повстання міста Татарбунари Татарбунарського району Одеської області. У 1975—1986 роках — заступник голови Всесоюзної ради колгоспників.

## Нагороди
- Герой Соціалістичної Праці (22.03.1966)
- три ордени Леніна (26.02.1958, 22.03.1966, 8.12.1973)
- орден Жовтневої Революції (8.04.1971)
- орден Дружби народів (6.03.1981)
- орден Червоної Зірки (6.05.1965)
- орден Вітчизняної війни ІІ-го ст. (11.03.1985)
- медалі
- Почесна грамота Президії Верховної Ради Української РСР (20.08.1969)
- лауреат Державної премії Української РСР в області науки і техніки (13.12.1983)
- заслужений працівник сільського господарства Української РСР (1979)